# Berlstedt, Am Ettersberg
Berlstedt är en ortsteil i staden Am Ettersberg i Landkreis Weimarer Land i förbundslandet Thüringen i Tyskland. Berlstedt var en kommun fram till den 1 januari 2019 när den uppgick i Am Ettersberg. Kommunen Berlstedt hade 1 770 invånare 2018.